# Drosimomyia mercurialis
Drosimomyia mercurialis är en tvåvingeart som beskrevs av Lindner 1939. Drosimomyia mercurialis ingår i släktet Drosimomyia och familjen vapenflugor.
Artens utbredningsområde är Uganda. Inga underarter finns listade i Catalogue of Life.